# Местиа
Ме́стиа (груз. მესტია) — посёлок городского типа (до 1968 года — село) в Верхней Сванетии, центр Местийского муниципалитета региона Самегрело — Земо Сванети в Грузии. Расположен на южном склоне Большого Кавказа, в 128 км к северо-востоку от ближайшего крупного города Зугдиди, от Зугдиди так же железнодорожное сообщение в столицу страны, и другие регионы. Высота над уровнем моря около 1500 м. По данным переписи 2014 года в посёлке проживало 1973 человека.

## Описание
Село Местиа (старинное название — Сети) на протяжении столетий являлось культурным и религиозным центром горной Сванетии.
В посёлке с 1936 года расположен Сванетский музей истории и этнографии, где хранятся уникальные иконы и рукописи, а так же дом-музей и бюст уроженца Местиа, альпиниста М. В. Хергиани (похоронен здесь же).
В Местиа сохранилось несколько десятков средневековых сванских каменных домов со сторожевыми и жилыми башнями; церкви (X — XIV века), в том числе Мацхвари (Спаса), Тарнгзел (Святых архангелов) и др. Многочисленные средневековые церкви и укрепления Местийского района включены в список Всемирного наследия ЮНЕСКО.
Местиа является также центром высокогорного туризма и альпинизма; отсюда начинаются восхождения на вершины Ушба, Джанги-тау, Шхара и др. 1 декабря 2010 года здесь открылся горнолыжный курорт Хацвали.
Деревня вошла в число 32 лучших туристических деревень мира 2022 года по версии Всемирной туристской организацией ООН.

## Транспорт
В декабре 2010 года в Местиа открылся аэропорт имени Царицы Тамары.

## Достопримечательности
Исторические деревни 
Лагами, Ланчвали и Лехтаги, 
Музей истории и этнографии, стариный Сванский жилой комплекс семьи Маргиани, дом-музей альпиниста Михаила Хергиани, сванские храмы.
В Местиа находятся несколько источников с минеральной водой: один прямо в центре на площади, три других — на берегу реки Малахури.
Недалеко от Местиа пролегают популярные туристические маршруты к леднику Чалаади и к озерам Корулди.
В 7 километрах от Местии расположен горнолыжный курорт Хацвали.

## Туризм
Туристический информационый центр расположен в центре города, на площади Сети. Кроме того, с 2005 года существует неправительственая организация «Центр туризма в Сванети».

## Галерея

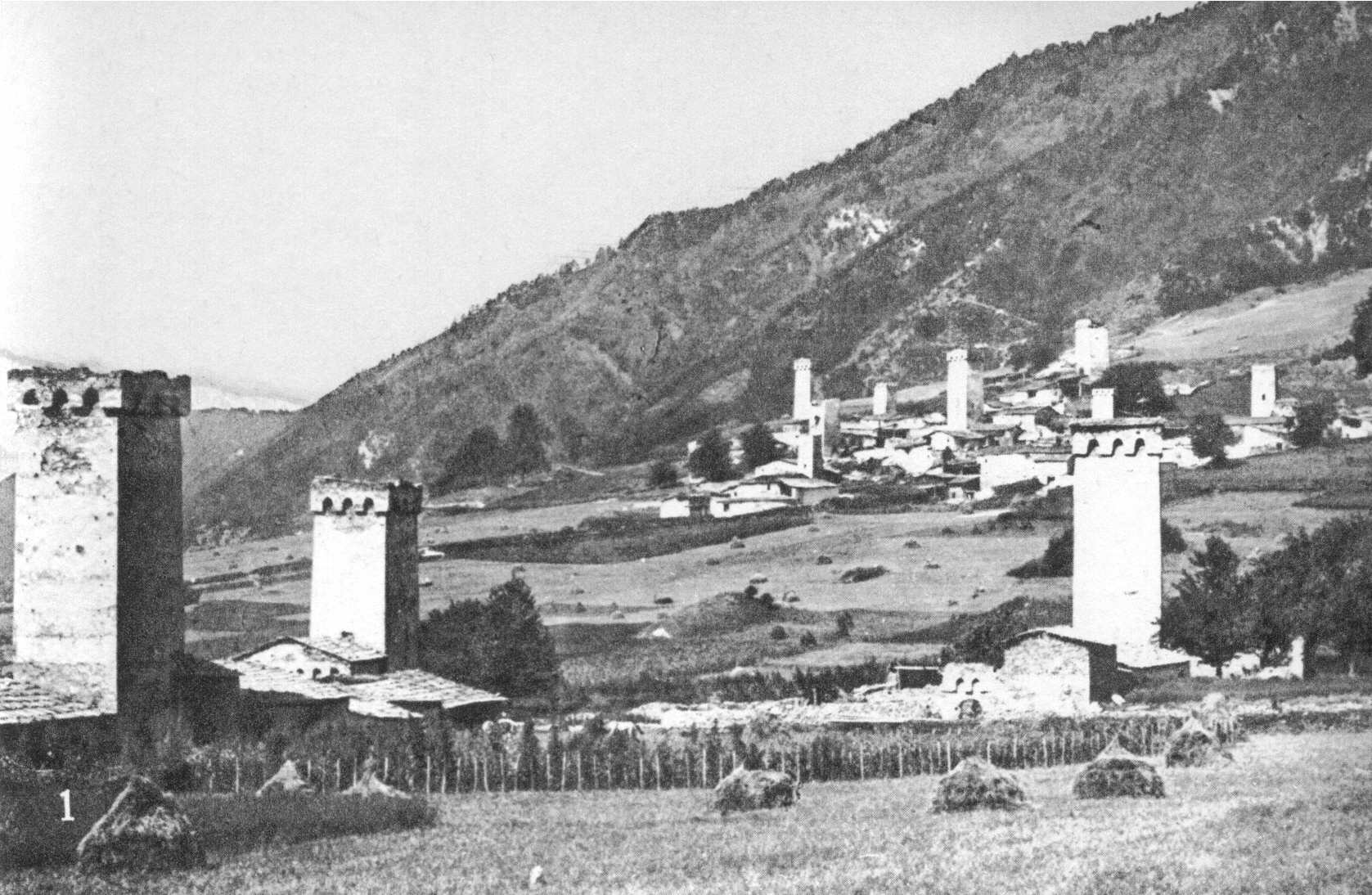
Местиа в 1890 году.
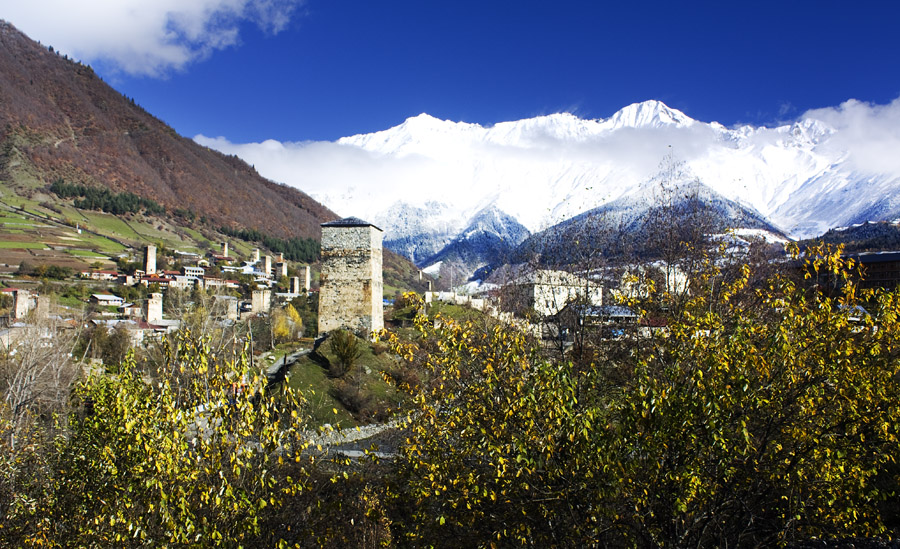
Осенью.
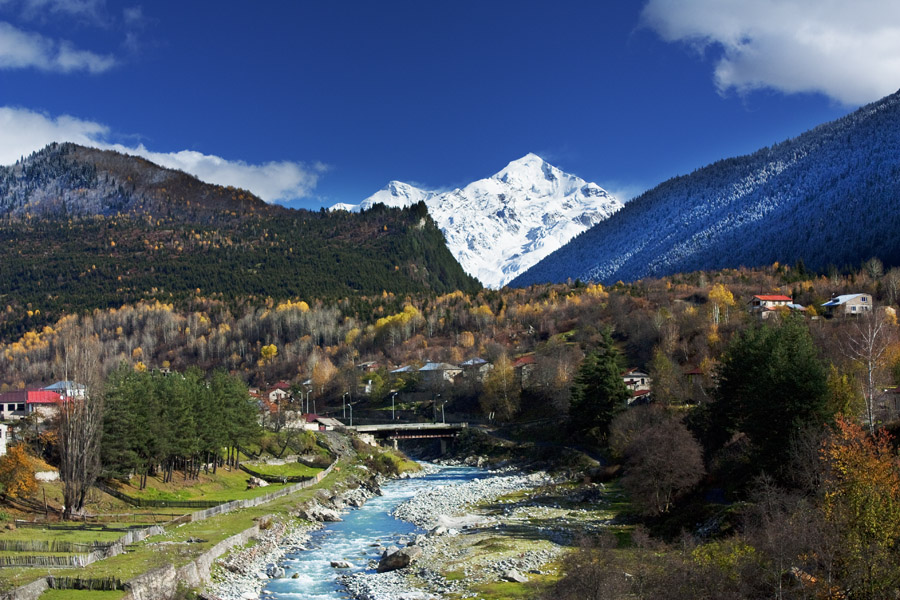
Осенью.
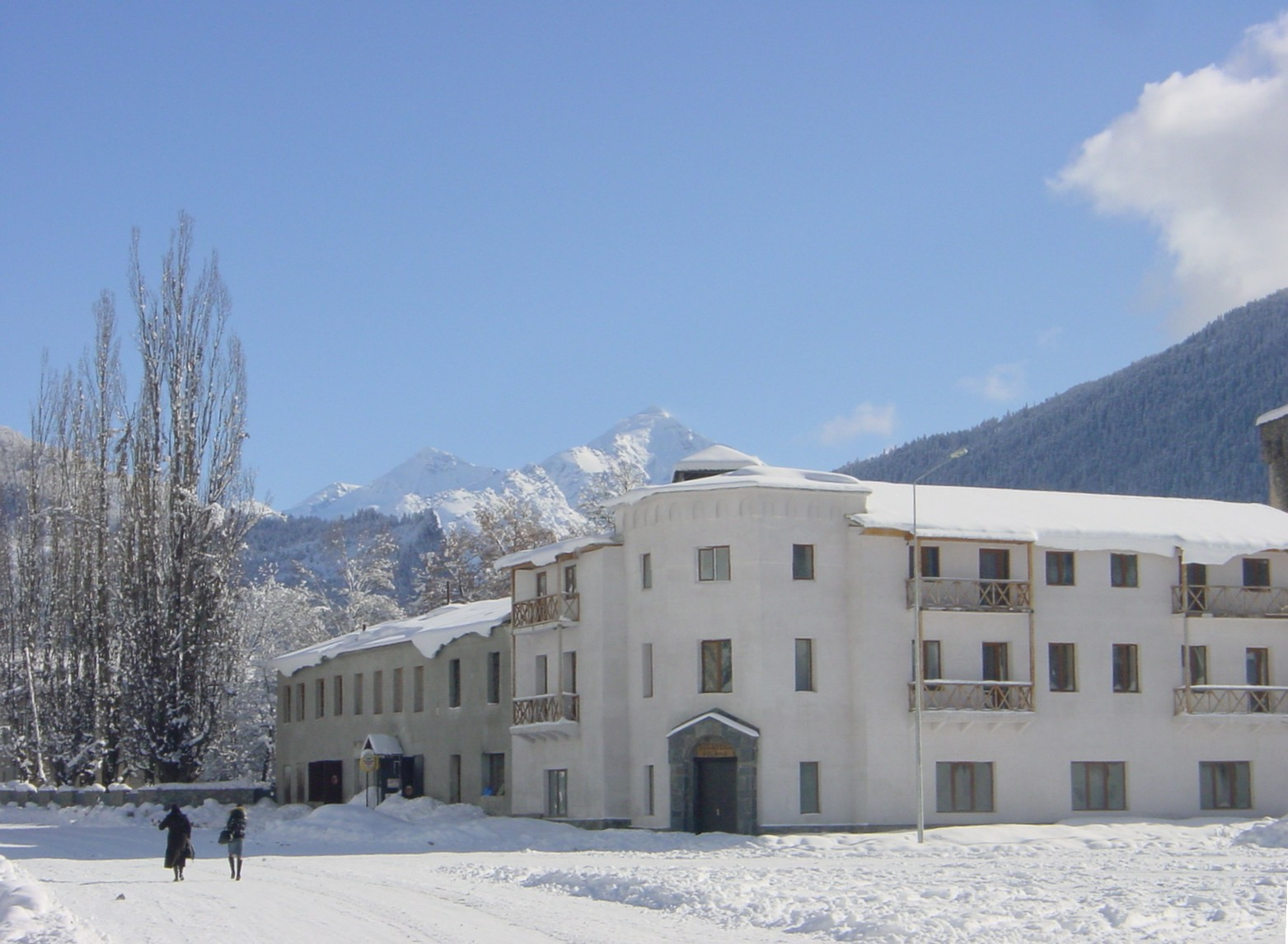
Вид посёлка.
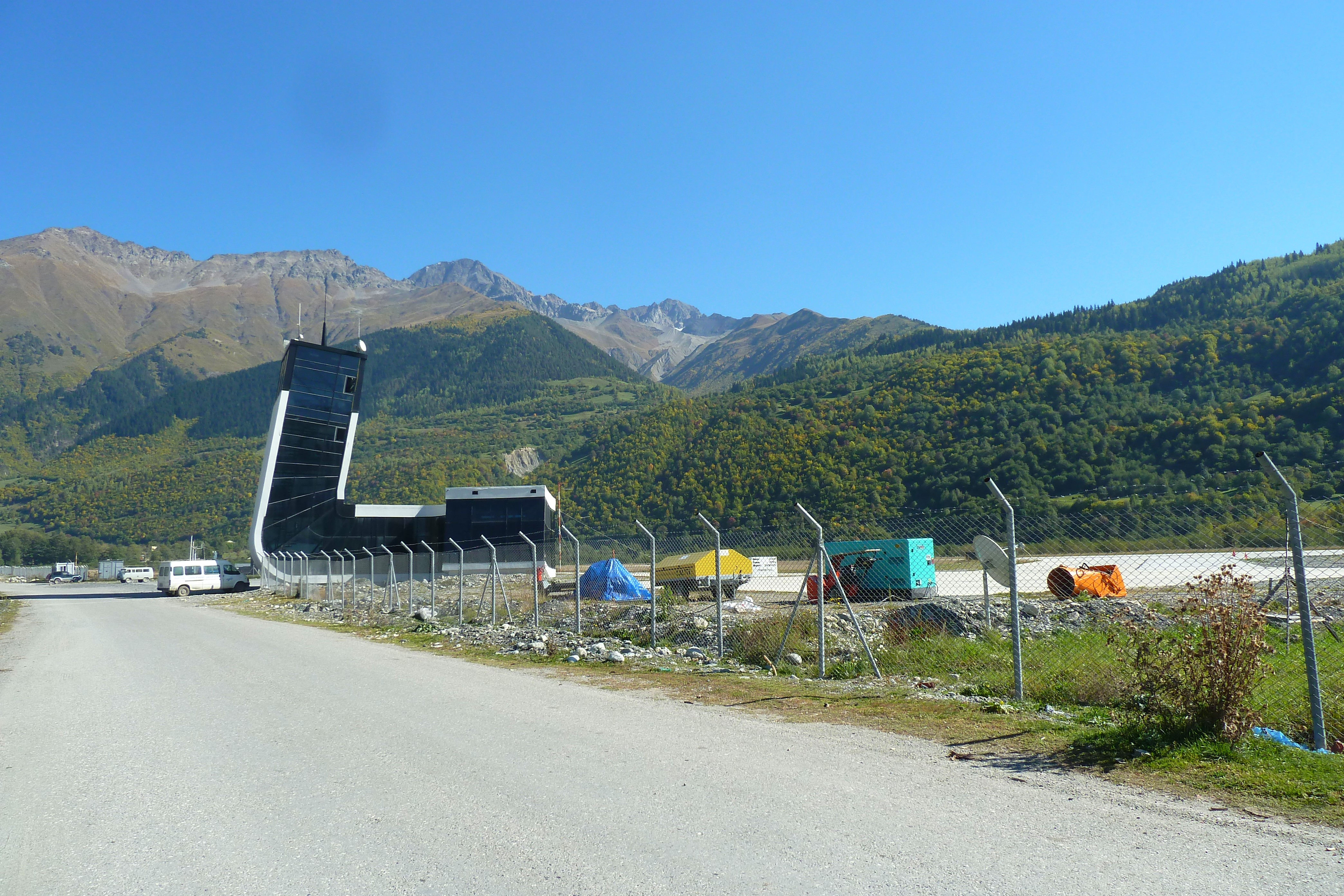
Аэропорт.
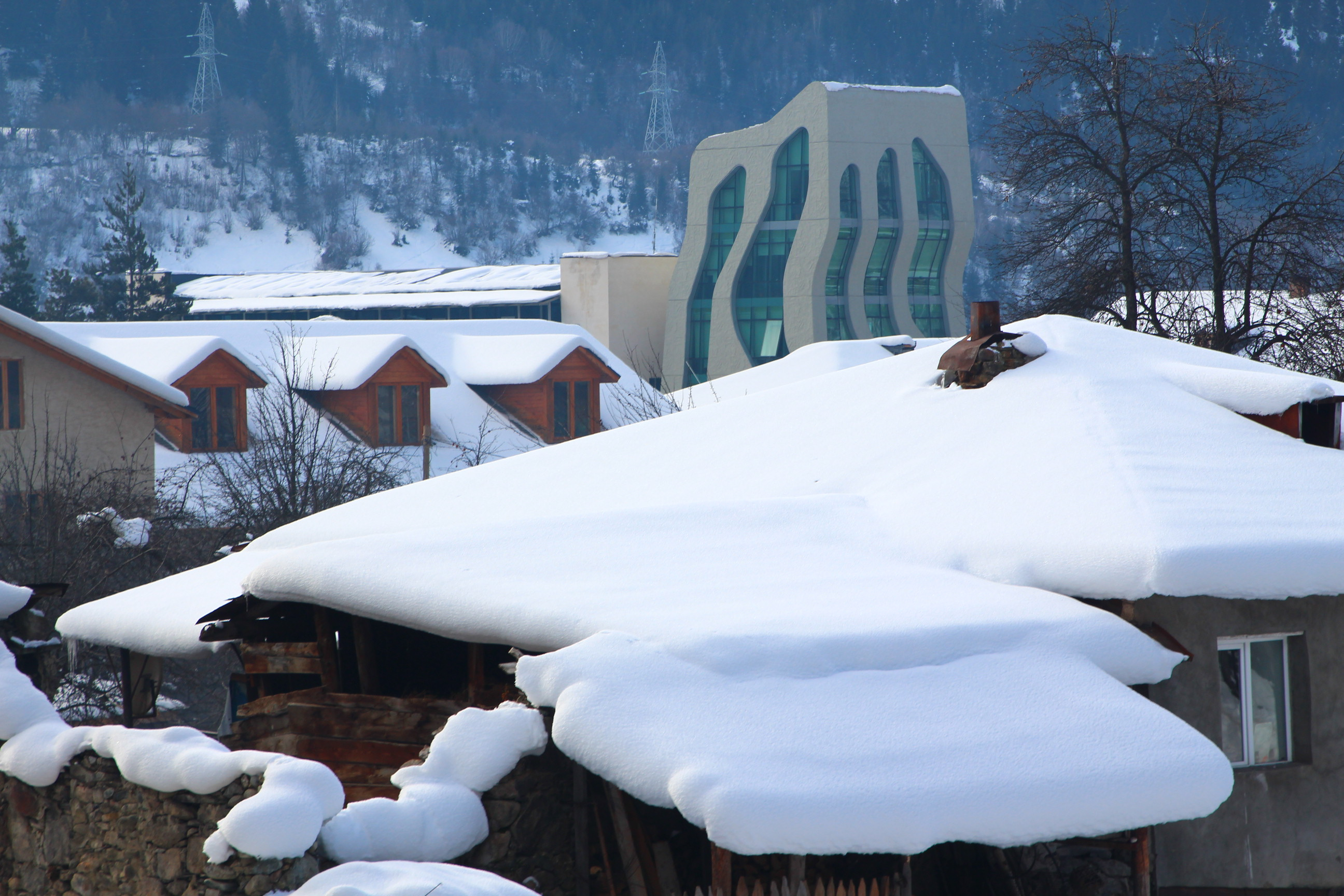
Зимой.

## Топографические карты
- Лист карты K-38-VII Местиа. Масштаб: 1 : 200 000. Издание 1980 г.